# 定海白礁水下沉船遗址
定海白礁水下沉船遗址，位于中国福建省福州市连江县筱埕镇定海村，为一个省级文物保护单位，类型为古遗址，为第五批福建省文物保护单位，公布时间为2001年1月20日。
定海白礁水下沉船遗址的历史年代为南宋。